# Вилите
„Вилите“ (на италиански: Le Villi – Самодивите) е първата опера на Джакомо Пучини. Либретото е на Фердинандо Фонтана, литературната основа е разказът Les Willis на Алфонс Кар. В оригиналната си версия представлява опера-балет в едно действие и две сцени, премиерата е на 31 май 1884 г. в Театро дал Верме в Милано. Същата година операта се разширява от Пучини до двуактна и в такъв вид за първи път се представя на 26 декември 1884 г. на сцената на Театро Реджио в Торино. Операта се преработва няколко пъти, окончателния си вид придобива през 1892 г.
В България операта е известна под две названия – „Вилите“ и „Вилиси“.

## История на създаване
През 1883 г. Пучини завършва Миланската консерватория и получава диплома за композиция. Към оперния жанр го насочва Амилкаре Понкиели (Amilcare Ponchielli). Той насърчава младия композитор да участва в конкурса за едноактни опери, организиран от музикалния издател Едоардо Сонзоньо (Edoardo Sonzogno). По предложение на Понкиели написването на либретото се възлага на поета Фердинандо Фонтана (Ferdinando Fontana).
Фонтана използва за основата на либретото разказа Les Willis на френския писател Алфонс Кар (Jean-Baptiste Alphonse Karr). Разказът на Алфонс Кар от своя страна е инспириран от известна в Централна Европа славянска легенда за вили. Същият сюжет е използван за либретото на балета Жизел от френския драматург Теофил Готие. Темата навлиза във френската културна среда и става популярна благодарение на Хайнрих Хайне. През 1833 г. излиза неговата книга Geschichte der neuren schönen Literatur in Deutschland („История на новата художествена литература в Германия“), съдържаща описание на славянските вили. Във Франция легендата за вили става известна, когато през 1835 г. той публикува статия в „Revue des deux Mondes“ и издава книгата De l'Allemagne, в които описва истории и ритуали, свързани с тях. Сюжетът става популярен и вдъхновява френските композитори, писатели и художници на 19 век.
Понкиели свързва Пучини с Фонтана през май на 1883 г., през септември Фонтана вече е готов с либретото. Пучини бърза с композирането и предава партитурата в последния ден на конкурса, 31 декември. Конкурсната комисия, председателствана от Понкиели, съобщава резултатите през април на 1884 г. и тогава става ясно, че операта на Пучини изобщо не е разглеждана. За обяснение на този факт съществуват две версии. Според едната, разпространена по време на тези събития, партитурата, написана набързо от композитора, е била напълно нечетлива и затова недопусната до участие в конкурса. Според другата версия, възникнала значително по-късно, този аргумент е бил формален и несъстоятелен. Действително, Понкиели, като учител на Пучини, със сигурност е познавал неговия почерк. Освен това в комисията е участвал и Франко Фачио (Franco Faccio), който през юли 1883 г. е дирижирал Симфонично капричио на Пучини и очевидно е разчитал партитурата. Предполага се, че интригата с резултатите от конкурса е била дело на влиятелния музикален издател Джулио Рикорди, който искал да изключи вероятността младият композитор да се окаже в сферата на влияние на неговия конкурент, Сонзоньо.

### Премиерни постановки
Конкурсната партитура на „Вилите“ се реализира с помощта на група приятели, сред които е и известният либретист на Верди, Ариго Бойто (Arrigo Boito). Постановката се изнася с огромен успех на сцената на миланския Театро Дал Верме (Teatro Dal Verme) на 31 май 1883 г. Джулио Рикорди веднага придобива авторските права и настоява операта да стане в две действия.
Двуактната версия на „Вилите“ има премиера на 26 декември 1884 г. на сцената на Театро Реджио (Teatro Regio) в Торино. Първото действие на операта е обогатено с арията на Ана „Se come voi piccina“, във второто е добавена драматична сцена с Роберто, в интермецо има хорово изпълнение, а заключителната ария на сопрано е превърната в дует с тенор. Но и този вариант на „Вилите“ не е окончателен. Модифицираната постановка, изнесена на 15 януари 1888 г. в Театро ди Сан Карло (Teatro di San Carlo), в Неапол, не се харесва на публиката, а критиката отбелязва твърде силното влияние на Рихард Вагнер. Пучини продължава да работи над партитурата и прави промени до 1892 г. Последната версия на „Вилите“ има премиера в Хамбург на 29 ноември 1892 г., диригент е Густав Малер.
В САЩ операта за първи път се представя на 17 декември 1908 г. в Метрополитън опера в Ню Йорк. „Вилите“ се изнасят в общо представление със „Селска чест“ на Маскани, дирижира Артуро Тосканини.
Виенската държавна опера за първи път поставя „Вилите“ на 23 октомври 2005 г. Представлението е съвместно с операта „Съдба“ (на чешки: „Osud“) на Леош Яначек, диригент е Симон Янг, в ролята на Ана е Красимира Стоянова.

### Действащи лица
- Гулиелмо (баритон или бас)– лесничей
- Ана (сопрано) – неговата дъщеря
- Роберто (тенор) – възлюбленият на Ана
- Разказвач – разговорна роля
- Селяни, самодиви, духове

### Сюжет

#### Първо действие
В малкото градче в Шварцвалд Роберто заедно с годеницата си, Ана, и нейния баща, лесничея Гулиелмо, празнува получаването на наследство от един свой роднина в Майнц. Ана обаче е тъжна, измъчват я лоши предчувствия. Тя споделя с Роберто своите страхове, че след пътуването до Майнц той никога няма да се върне при нея. Младежът я успокоява и уверява, че тя не бива да се съмнява в неговата любов. Ана му разказва, че го е сънувала как умира.
След празненството Роберто моли Гулиелмо за благословия, след което тръгва за гората, придружен от селяните.

#### Интермецо
На фона на музиката се появява разказвачът, който съобщава, че след пристигането в Майнц Роберто е запленен от чара на една самодива. Той пропилява цялото си наследство, забравя за Ана и за обещанието си да се върне. Ана го чака, лятото и есента минават, през зимата тя умира от мъка и самота. От дома на Гулиелмо по поляната преминава траурното шествие, съпроводено от пеенето на невидимия зад завесата на сцената женски хор.
Разказвачът напомня за легендата за вилите. В Шварцвалд има поверие, че вилите са души на младите жени, починали от любовна мъка. Когато умира някоя девойка, те всяка нощ се събират в гората, причакват младежа, разбил нейното сърце, въвличат го в необуздан танц и така го убиват.

#### Второ действие
Гулиелмо дълбоко страда от загубата на дъщеря си и призовава вилите да отмъстят за нейната смърт. Веднага обаче се разкайва, че пожелава смъртта на Роберто, той не може да бъде толкова жесток. Междувременно вилите, а с тях е и духът на Ана, се събират в гората.
Роберто, загубил богатството си, се измъчва от разкаяние и, без да знае за смъртта на Ана, решава да се върне. В гората той среща духа на Ана, която му разказва за своите страдания и за смъртта си от любовната мъка. Роберто съжалява за стореното, моли за прошка, но вилите го повличат със себе си в див танц и играят, докато той не пада мъртъв в краката им.

## Музика
Музиката на „Вилите“ се отличава с драматизъм и характерна за Пучини мелодичност. Съществена роля е отделена на оркестъра, подход, разкриващ влиянието на произведенията на Рихард Вагнер.

### Музикални номера
- Прелюд
- Ария на Ана, първо действие – Se come voi piccina
- Дует на Роберто и Ана, първо действие – Non esser, Anna mia, mesta sì tanto
- Симфонично интермецо
- Ария на Гулиермо, второ действие – Anima santa della figlia mia
- Ария на Роберто, второ действие – Torna ai felci dì

### Инструментация
Оркестърът включва следните инструменти:
- Дървени духови: пиколо, две флейти, два обоя, английски рог, два кларинета, два фагота, контрафагот
- Медни духови: четири валдхорни, два тромпета, два корнета, корнет-а-пистон, три тромбона, контрабас тромбон, туба
- Ударни: голям барабан, чинели, триангел, камбана, там-там
- Арфа
- Лъкови струнни